# أبو سعد المتولي النيسابوري
أبو سعد بن أبي سعيد المتولي النيسابوري فقيه شافعي مناظر، عالم بالأصول، ولد بنيسابور سنة 426 هـ وقيل سنة 427 هـ، تعلم وتفقه بمدينة «بخارى» موطن الإمام البخاري على أبي سهل أحمد بن علي الأبيوردي، وبمدينة مرو الشاهجان على الفوراني، وبمدينة «مرو الروذ» علي القاضي حسين، وتولى التدريس بالمدرسة النظامية ببغداد بعد الإمام أبو إسحاق الشيرازي، ومن أهم كتبه كتاب الغنية في أصول الدين، وكتاب تتمة الإبانة عن أحكام فروع الديانة، توفي سنة 478 هـ في بغداد ودفن بمقبرة باب أبرز.

## اسمه
هو أبو سعد عبد الرحمن بن محمد واسمه مأمون بن علي، وقيل إبراهيم المعروف بالمتولي الفقيه الشافعي النيسابوري. وقال ابن العماد في شذرات الذهب: ولم أقف على المعنى الذي سمي به المتولي.

## مولده
ولد سنة 426 هـ أو 427 هـ بنيسابور.

## شيوخه
أخذ الفقه عن ثلاثة من الأئمة في ثلاثة من البلاد:
1. عن أبي القاسم عبد الرحمن الفوراني المروزي الفقيه الشافعي، بمرو.
2. وعن القاضي حسين بن محمد، بمر الروذ.
3. وعن أبي سهل أحمد بن علي الأبيوري، ببخارى.

وسمع الحديث من:
1. الأستاذ أبي القاسم القشيري.
2. وأبي عثمان الصابوني.
3. وأبي الحسين عبد الغفار بن محمد الفارسي.

وغيرهم.

## تلاميذه
ذكر في مصنفات عدة كوفيات الأعيان وغيرها أنه تخرج على أبي سعد جمٌّ من الأئمة من غير تعيين.

## سيرته
كان جامعاً بين العلم والدين وحسن السيرة وتحقيق المناظرة، له يد قوية في الأصول والفقه والخلاف.
قال ابن كثير: هو أحد أصحاب الوجوه في المذهب، وصنف التتمة ولم يكمله وصل فيه إلى القضاء وأكمله غير واحد ولم يقع شيء من تكملتهم على نسبته، وصنف كتاباً في أصول الدين وكتاباً في الخلاف مختصراً في الفرائض وحدث بشيء يسير.
روى عنه جماعة ودرّس بالنظامية بعد الشيخ أبي إسحاق ثم عزل بابن الصباغ ثم أعيد واستمر إلى حين وفاته.
وذكر أبو عبد الله محمد بن عبد الملك بن إبراهيم الهمذاني في كتابه الذي ذيله على طبقات الشيخ أبي إسحاق الشيرازي في ذكر الفقهاء ما مثاله: حدثني أحمد بن سلامة المحتسب قال: «لما جلس للتدريس أبو سعد عبد الرحمن واسمه مأمون بن علي المتولي بعد شيخنا، يعني أبا إسحاق الشيرازي، أنكر عليه الفقهاء استناده موضعه، وأرادوا منه أن يستعمل الأدب في الجلوس دونه، ففطن وقال لهم: اعلموا أنني لم أفرح في عمري إلا بشيئين أحدهما أني جئت من وراء النهر ودخلت سرخس وعليّ أثواب أخلاق لا تشبه ثياب أهل العلم فحضرت مجلس أبي الحارث بن الفضل السرخسي، وجلست في أخريات أصحابه فتكلموا في مسألة فقلت واعترضت، فلما انتهيت في نوبتي أمرني أبو الحارث بالتقدم فتقدمت، ولما عادت نوبتي استدناني وقربني حتى جلست إلى جنبه، وقام بي وألحقني بأصحابه، فاستولى عليّ الفرح، والشيء الثاني حين أهلت للاستناد في موضع شيخنا أبي إسحاق، فذلك أعظم النعم، وأوفى القسم.»

## أقوال العلماء فيه
- قال ابن كثير في «البداية والنهاية»: «عبد الرحمن بن المأمون بن علي أبو سعد المتولي مصنف "التتمة" ومدرس النظامية بعد أبي إسحاق الشيرازي، وكان فصيحا بليغا ماهرا بعلوم كثيرة، كانت وفاته في شوال من هذه السنة عن ثنتين وخمسين سنة وصلى عليه القاضي أبو بكر الشاشي. ودفن بباب أبرز.»[1]

وقال في «طبقات الشافعيين»: «أحد أصحاب الوجوه في المذهب، أخذ الفقه عن القاضي حسين بمرو الروذ، وعن أبي سهل أحمد بن علي الأبيوردي ببخارى، وعن أبي القاسم الفوراني، وله كتاب (التتمة) على كتاب شيخه الفوراني (الإبانة)، ولم يتمه أيضًا بلغ إلى الحدود، وله كتاب في الخلاف، ومختصر في الفرائض، ومصنف في الأصول، وكان فقيهًا محققًا، وحبرا مدققا،  ولي تدريس النظامية بعد الشيخ أبي إسحاق، فعزل بابن الصباغ بعد أقل من شهر، ثم أعيد إليها سنة سبع وسبعين إلى أن توفي سنة ثمان وسبعين وأربع مائة ببغداد، وكان مولده سنة ست وعشرين وأربع مائة.»
- قال الذهبي في «سير أعلام النبلاء»: «العلامة شيخ الشافعية أبو سعد عبد الرحمن بن مأمون بن علي النيسابوري المتولي. درس ببغداد بالنظامية بعد الشيخ أبي إسحاق، ثم عزل بابن الصباغ، ثم بعد مديدة أعيد إليها. تفقه بالقاضي حسين وبأبي سهل أحمد بن علي ببخارى، وعلى الفوراني بمرو، وبرع، وبذ الأقران. وله كتاب "التتمة" الذي تمم به "الإبانة" لشيخه أبي القاسم الفوراني، فعاجلته المنية عن تكميله، انتهى فيه إلى الحدود. وله مختصر في الفرائض، وآخر في الأصول، وكتاب كبير في الخلاف. مات ببغداد سنة ثمان وسبعين كهلا، وله اثنتان وخمسون سنة -.»[3]

وقال في «تاريخ الإسلام»: «الفقيه الشافعي أحد الكبار قدم بغداد، وكان فقيها محققا، وحبرا مدققا،  ولي تدريس النظامية بعد الشيخ أبي إسحاق، ودرس وروى شيئا يسيرا ثم عزل بابن الصباغ في أواخر سنة ست وسبعين، ثم أعيد إليها سنة سبع وسبعين وقد تفقه على القاضي حسن بمرو الروذ، وعلى أبي سهل أحمد بن علي الأبيوردي ببخارى، وعلى أبي القاسم عبد الرحمن الفرواني بمرو، حتى برع وتميز وكان مولده في سنة ست وعشرين وأربع مائة وتوفي ببغداد وله كتاب التتمة تمم به الإبانة لشيخه الفوراني، لكنه لم يكمله، وعاجلته المنية، وانتهى فيه إلى الحدود، وله مختصر في الفرائض، ومصنف في الأصول، وكتاب في الخلاف جامع للمآخذ.»
- قال الصفدي في «الوافي بالوفيات»: «عبد الرحمن بن مأمون بن علي بن إبراهيم، أبو سعد بن أبي سعيد المتولي النيسابوري، تفقه بمرو على أبي القاسم عبد الرحمن بن محمد الفوراني، وبمرو الروذ على القاضي حسين، وببخارى على أبي سهل أحمد ابن علي الأبيوردي، وسمع منهم ومن أبي عبد الله الطبري وأبي عمرو محمد بن عبد العزيز بن محمد القنطري وجماعة. وبرع فيما حصله من المذهب والخلاف والأصول، وقدم بغداد وولي التدريس بالنظامية بعد وفاة الشيخ أبي إسحاق ثم صرف عنها، ثم أعيد إليها فدرس بها إلى حين وفاته سنة ثمان وسبعين وأربع مائة. وكان أحسن الناس خلقاً وخلقاً، وأكثر العلماء تواضعاً ومروءة، وكان محققاً مدققاً مع فصاحة وبلاغة، وتخرج به جماعة من الأئمة وقد تمم كتاب الإبانة للقاضي حسين وجوده.»[5]
- قال تاج الدين السبكي في «طبقات الشافعية الكبرى»: «صاحب التتمة، أحد الأئمة الرفعاء من أصحابنا، مولده سنة ست أو سبع وعشرين وأربع مائة. أخذ الفقه عن ثلاثة من الأئمة بثلاثة من البلاد: عن القاضي الحسين بمرو الروذ، وعن أبي سهل أحمد بن علي الأبيوردي ببخارى، وعن الفوراني بمرو، وبرع فِي المذهب، وبَعُدَ صيته. وله كتاب التتمة على إبانة شيخه الفوراني، وصل فيها إلى الحدود ومات. وله مختصر في الفرائض، وكتاب في الخلاف، ومصنف في أصول الدين، على طريق الأشعري. وسمع الحديث من: الأستاذ أبي القاسم القشيري، وأبي عثمان الصابوني، وأبي الحسين عبد الغافر بن محمد الفارسي، وغيرهم. وحدث بشيء يسير، وروى عنه جماعة، ودرس بالنظامية بعد الشيخ أبي إسحاق، ثم عزل بابن الصباغ، ثم أعيد واستمر إلى حين وفاته. توفي ليلة الجمعة الثامن عشر من شوال سنة ثمان وسبعين وأربع مائة.»[6]
- قال ابن خلكان في «وفيات الأعيان»: «أبو سعد عبد الرحمن بن محمد واسمه مأمون بن علي، وقيل إبراهيم، المعروف بالمتولي الفقيه الشافعي النيسابوري، كان جامعا بين العلم والدين وحسن السيرة وتحقيق المناظرة له يد قوية في الأصول والفقه والخلاف،  تولى التدريس بالمدرسة النظامية بمدينة بغداد بعد وفاة الشيخ أبي إسحاق الشيرازي، تعالى، ثم عزل عنها في بقية سنة ست وسبعين وأربعمائة وأعيد أبو نصر ابن الصباغ صاحب الشامل، ثم عزل ابن الصباغ في سنة سبع وسبعين وأعيد أبو سعد المذكور واستمر عليها إلى حين وفاته... وتخرج على أبي سعد جماعة من الأئمة، وأخذ الفقه بمرو عن أبي القسام عبد الرحمن الفوراني - المذكور قبله - وبمرو الروذ عن القاضي حسين بن محمد، وببخارى عن أبي سهل أحمد بن علي الأبيوردي، وسمع الحديث وصنف في الفقه كتاب تتمة الإبانة تمم به الإبانة تصنيف شيخه الفوراني لكنه لم يكمله وعاجلته المنية قبل إكماله، وكان قد انتهى فيه إلى كتاب الحدود، وأتمه من بعده جماعة منهم أبو الفتوح أسعد العجلي - المذكور في حرف الهمزة - وغيره، ولم يأتوا فيه بالمقصود ولا سلكوا طريقه، فإنه جمع في كتابه الغرائب من المسائل والوجوه الغريبة التي لا تكاد توجد في كتاب غيره، وله في الفرائض مختصر صغير وهو مفيد جدا، وله في الخلاف طريقة جامعة لأنواع المآخذ، وله في أصول الدين أيضا تصنيف صغير، وكل تصانيفه نافعة. وكانت ولادته سنة ست وعشرين وأربعمائة، وقيل سنة سبع وعشرين، بنيسابور وتوفي ليلة الجمعة ثامن عشر شوال سنة ثمان وسبعين وأربعمائة ببغداد، ودفن بمقبرة باب أبرز، تعالى.»[7]
- قال إسماعيل باشا البغدادي في «هدية العارفين»: «عبد الرحمن بن المأمون بن علي ابن إبراهيم جمال الدين أبو سعد الفقيه النيسابوري الشافعي المعروف بالمتولي تلميذ أبي القاسم الفوراني ولد سنة 426 وتوفي سنة 478 ثمان وسبعين وأربعمائة. من تصانيفه تتمة الإبانة لأستاذه في الفقه. غنية في الأصول. فرائض المتولي مختصر.»[8]

## مؤلفاته

كتاب الغنية في أصول الدين من الكتب التي اعتنت بالرد على بعض الفرق المخالفة لمذهب أهل السنة مثل فرقة الكرامية، والكتاب من تحقيق الشيخ عماد الدين أحمد حيدر.

- قال ابن كثير: هو أحد أصحاب الوجوه في المذهب وصنف كتاب تتمة الإبانة تمم به الإبانة تأليف شيخه الفوراني في الفقه الشافعي ولكنه لم يكلمه وعاجلته المنية قبل إكماله، وكان قد انتهى فيه إلى كتاب الحدود، وأتمه من بعده جماعة منهم أبو الفتوح أسعد العجلي وغيره ولم يأتوا فيه بالمقصود ولا سلكوا طريقه، فإنه جمع في كتابه الغرائب من المسائل والوجوه الغريبه التي لا تكاد توجد في غيره.
- وكتاب في الخلاف مختصراً في الفرائض وهو مختصر صغير مفيد مذكور في الإبانة ذكره حاجي خليفة في كشف الظنون.
- وله في الخلاف طريقة جامعة لأنواع المآخذ.
- كتاب الغنية في أصول الدين وهو كتاب في قواعد علم التوحيد اشتمل على فصول ومسائل عقيدة أهل السنة والجماعة.

## وفاته
توفي ليلة الجمعة الثاني عشر من شوال، سنة 478 هـ ببغداد ودفن بمقبرة باب أبرز.